# Länderarbeitsgemeinschaft Abfall
Die Bund-/Länderarbeitsgemeinschaft Abfall (LAGA) ist ein Arbeitsgremium der deutschen Umweltministerkonferenz.
Gegründet wurde die LAGA am 2. Juli 1963. Ihre Zielsetzung ist die Sicherstellung eines möglichst ländereinheitlichen Vollzugs des Abfallrechts in der Bundesrepublik Deutschland. Sie veröffentlicht dazu Empfehlungen in den LAGA – Mitteilungen (LAGA M).
Bedeutung hat die LAGA bzw. ihre Beschlüsse in Umweltfragen, vor allem bei Bau- und Sanierungsmaßnahmen und bestimmten betrieblichen Abfällen. Viele sind in inzwischen für ungültig erklärt oder durch den im Abfallrecht schnellen Wandel von Rechtsmaterie und Erkenntnislage überholt. Einige ihrer gültigen Veröffentlichungen können als Formulierung Technischer Regeln verstanden werden. 

## LAGA M 20
In ihrer bedeutsamsten Mitteilung 20 von 1997, aktualisiert 2003 und 2004, hat sie „Anforderungen an die stoffliche Verwertung mineralischer Reststoffe / Abfälle“ formuliert, also Technische Regeln etwa für ausgehobene Böden oder Ziegel- oder Betonbruch aus Gebäudeabrissen (Bauschutt) und deren Verwertung z. B. durch Einbau in Böden andernorts. 

So hat sie verschiedene, von Schadstoffhöchstwerten abhängige Kategorien festgelegt zur Erkundung und daran orientierten Behandlung und Verwertung, ggf. Beseitigung von Bodenaushub und sonstigen mineralischen Abfällen vor allem als mithin recyceltes Baumaterial zum Beispiel zur Niveauregulierung von Grundstücken, als Tragschicht von Straßen u. ä. Für andere Abfallarten wie Schlacken/Aschen, für die ursprünglich Regelungen im besonderen Teil angekündigt waren, ist noch nichts mitgeteilt (Stand 2019). Sie wird besonders in Bezug auf die Einordnung und Verwendung von Bauschutt in den Bundesländern von den Umweltbehörden nicht einheitlich angewandt.
Um festzustellen, in welche Kategorie das Material gehört, muss es beprobt werden, z. B. durch eine Haufwerksanalyse. Durch eine Analyse der gewonnenen Probe wird die chemische Zusammensetzung des Materials geklärt. Es wird gezielt nach bestimmten Inhaltsstoffen wie verschiedenen Metallen, PCB, PAK und anderen Stoffen im Feststoff und im Eluat gesucht. Die erhaltenen Analysenergebnisse werden mit den in der LAGA M 20 gelisteten Zuordnungswerten verglichen. Je nach Schadstofflast wird das Material in eine der LAGA – Einbauklassen eingestuft, welche die Möglichkeit zur weiteren Verwendung des Materials regeln.
Es gibt folgende Zuordnungswerte (Obergrenzen der Einbauklasse): Z0, Z1, Z2, Z3, Z4 und Z5, wobei Z0 die Gruppe mit der geringsten Belastung und daher freiesten, breitesten Verwertbarkeit ist.
Eine Verwertung erfolgt in den Einbauklassen 0 (uneingeschränkter Einbau), Einbauklasse 1 (eingeschränkter offener Einbau) und der Einbauklasse 2 (eingeschränkter Einbau mit definierten technischen Sicherungsmaßnahmen).
- Uneingeschränkter Einbau
- Eingeschränkter offener Einbau, unterteilt nochmals in Z1.1 und Z1.2 - bis zum Zuordnungswert Z1
- Eingeschränkter Einbau mit definierten technischen Sicherheitsmaßnahmen - bis zum Zuordnungswert Z2

Eine Ablagerung in Deponien erfolgt gemäß Deponieklasse I (AbfAblV/Deponieverordnung (DepV)), Deponieklasse II (AbfAblV/DepV) und Deponieklasse III (DepV) - Sonderabfalldeponie.
Der bisherige Geltungsbereich der LAGA M 20 ist seit 1. August 2023 bundesweit weitgehend durch die Ersatzbaustoffverordnung geregelt, die inhaltlich vielfach an sie anknüpft.  Bedeutung haben ihre technischen Regeln weiterhin dadurch, dass viele fortbestehende behördliche Betriebsgenehmigungen, technische Merkblätter sowie etwa die Verordnung über Anlagen zum Umgang mit wassergefährdenden Stoffen (AwSV, dort § 10) auf sie verweisen.